# Funny People
Funny People er en amerikansk komediedramafilm fra 2009, instrueret og skrevet af Judd Apatow og med Adam Sandler, Seth Rogen og Leslie Mann i hovedrollerne.

## Medvirkende
- Seth Rogen
- Leslie Mann
- Eric Bana
- Jonah Hill
- Aubrey Plaza
- Jason Schwartzman
- RZA
- Aziz Ansari
- Dave Attell
- Sarah Silverman
- Norm Macdonald
- Andy Dick
- Maria Bamford
- Rob Schneider
- Rick Shapiro
- Eminem
- Garry Shandling
- Ray Romano
- Chris Rock
- James Taylor
- Nicole Parker
- Bo Burnham
- Steve Martin
- Carla Gallo
- Kevin James
- Justin Long
- Ken Jeong
- Charles Fleischer
- Chevy Chase
- Paul Reiser
- George Wallace
- Jerry Minor
- Tom Anderson